# Oscar Huldschinsky

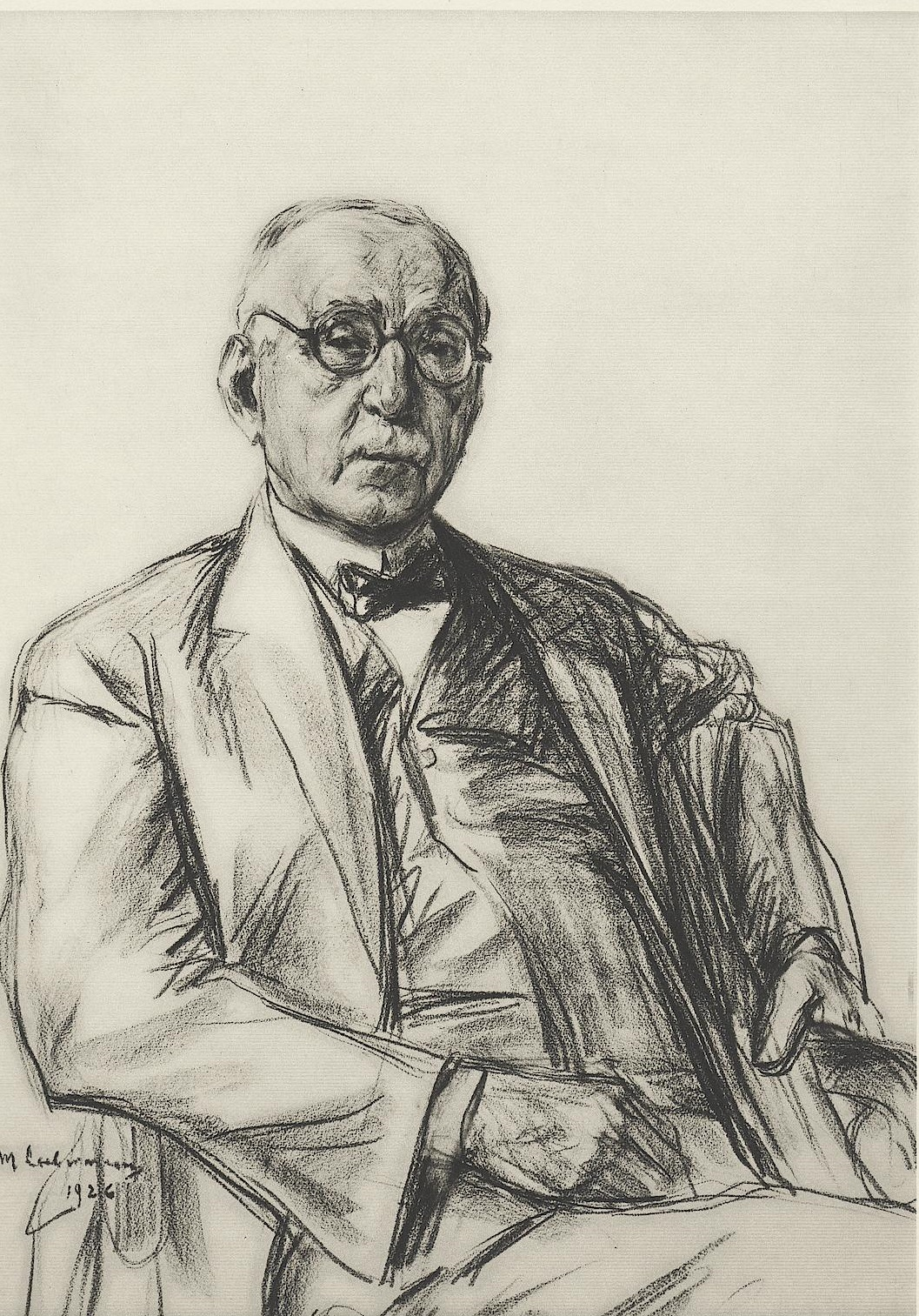
Max Liebermann: Bildnis Oscar Huldschinsky, Zeichnung von 1926

Oscar Huldschinsky (* 16. November 1846 in Breslau; † 21. September 1931 in Berlin) war ein deutscher Montan-Unternehmer, der als Kunstsammler und Mäzen hervortrat.

## Leben
Oscar Huldschinsky war ein Sohn des Fabrikanten Salomon Huldschinsky. Er wurde, wie sein Bruder Edwin Huldschinsky, Teilhaber in der von seinem Vater gegründeten Firma S. Huldschinsky & Söhne, die im Steinkohlenbergbau und der Eisenindustrie Schlesiens aktiv war und unter anderem Röhrenwalzwerke in Sosnowitz (damals Russisch-Polen) sowie Hüttenwerke in Gleiwitz betrieb. Oscar Huldschinsky selbst siedelte in den 1870er Jahren nach Berlin über. Sein Vermögen wurde im Jahr 1914 auf 30 Millionen Mark geschätzt. 1897 trat er der Gesellschaft der Freunde bei. 1905 verkaufte er seine Firmenanteile an die späteren Vereinigten Oberschlesischen Hüttenwerke und lebte fortan an Privatmann in Berlin.
1882 heiratete er in Wien Ida Brandeis-Weikersheim (1860–1912), eine Tochter des Wiener Großhändlers, Bankiers und britischen Konsuls Salomon Brandeis-Weikersheim (1813–1877). Huldschinsky ließ 1890/1891 am Großen Wannsee eine Villa bauen, die damals die Adresse Friedrich-Karl-Straße 19 hatte. In direkter Nachbarschaft entstand 1907/1908 im neobarocken Stil eine weitere Villa für seine Kinder. Das Anwesen hat heute die Adresse Am Sandwerder 33/35. Es umfasste neben den beiden Häusern und der Gartenanlage auch einen Bootshafen mit einem Bauwerk, auf dem sich eine Aussichtsterrasse befand, einen Gartenpavillon mit offener Bogenhalle und einen Wintergarten, den Alfred Breslauer und Oscar Huldschinskys Sohn Paul später erweiterten. Im Berliner Tiergartenviertel entstand 1895/1896 Huldschinsky Stadtvilla nach Plänen der Architekten Kayser & von Großheim in der Mathäikirchstraße 3a.
Von 1904 bis 1913 war Oscar Huldschinsky der Besitzer der von William Fife entworfenen Segelyacht Susanne, die zahlreiche Regatten gewann.

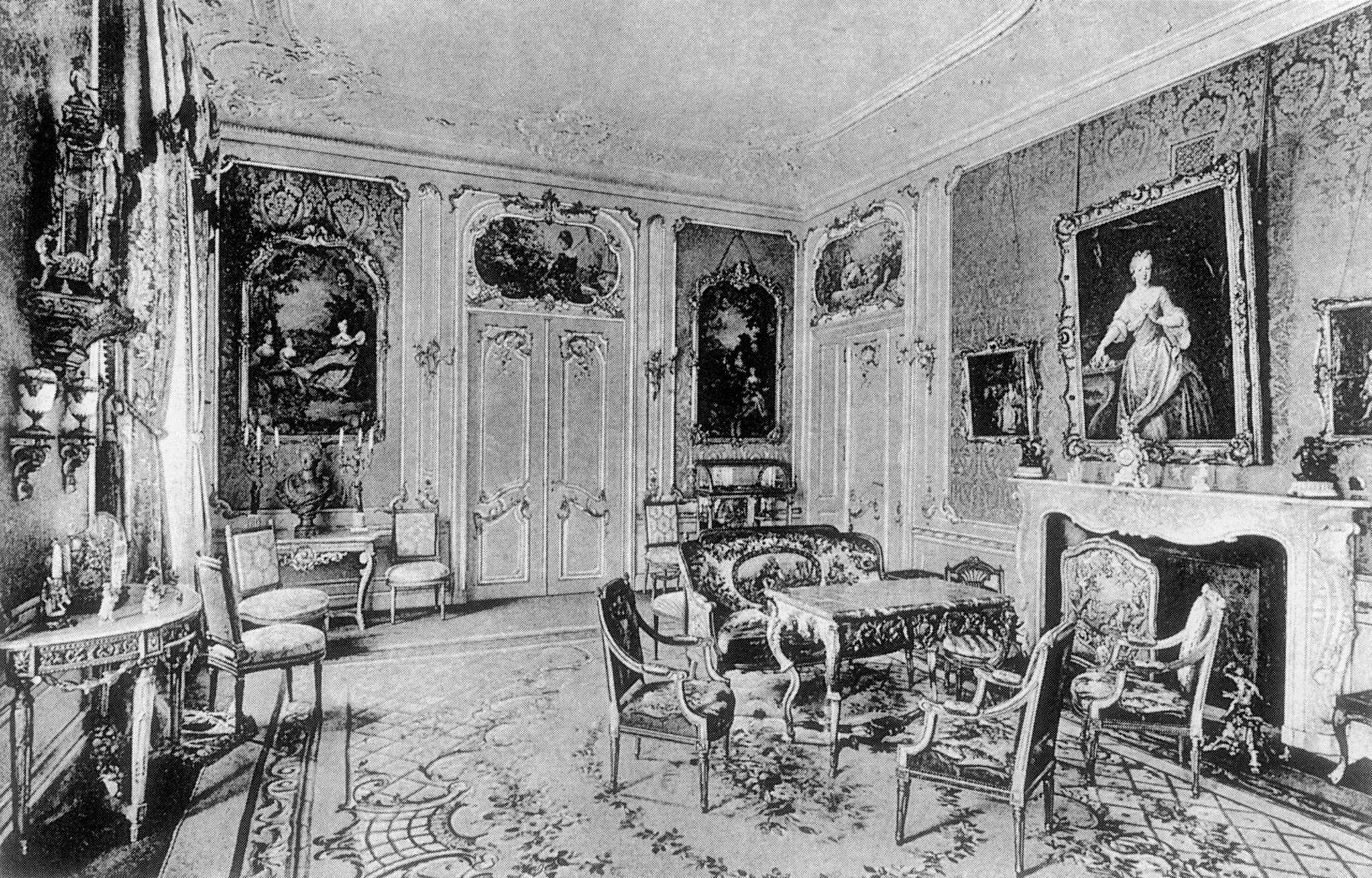
Villa Oskar Huldschinsky, Salon im Rokokostil, Berlin

Einen Teil seines Geldes investierte Oscar Huldschinsky, der Gründungsmitglied des Kaiser Friedrich-Museums-Vereins war, in eine umfangreiche Kunstsammlung, die unter anderem Gemälde von Sandro Botticelli, Tiepolo, Rembrandt, Frans Hals, Jacob van Ruisdael und Peter Paul Rubens enthielt. Die Berliner Museen bedachte er mit mehreren großzügigen Stiftungen. So erhielt beispielsweise die Nationalgalerie das Pastellbild Unterhaltung von Edgar Degas und die Skulptur Der Denker von Auguste Rodin, der Gemäldegalerie stiftete er die Werke Beweinung Christi von Hugo van der Goes und Maria mit dem Kind aus der Werkstatt von Jan van Scorel. 1898 präsentierte Wilhelm von Bode, der Huldschinsky bei seinen Käufen beriet, die Sammlung Huldschinsky in der Berliner Gemäldegalerie. 1909 gab er eine Broschüre über Huldschinskys Sammlung heraus. 1926 wurde Huldschinsky von Max Liebermann porträtiert.
Oscar Huldschinsky hatte ein Großteil seines Vermögens durch die Zeichnung von Kriegsanleihen, die Inflation und die Wirtschaftskrise verloren. In der Folge ließ 1928 er einen Teil seiner Kunstwerke versteigern. Auch seinen Wohnsitz am Wannsee musste er verkaufen. Zum neuen Eigentümer wurde dort der Industrielle und Bankier Georg Schicht, der wenige Jahre nach dem Kauf nach London emigrierte. 1942 ging das Grundstück in das Eigentum des Deutschen Reichs über. Es wurde zunächst von der Reichsforstverwaltung genutzt, später zog der italienische Botschafter in Huldschinskys Villa. Am 19. Juni 1948 wurde dort die Gründung der Freien Universität Berlin besprochen. Zwischen 1954 und 1995 diente die Villa als Krankenhaus; 1999 wurde das Hauptgebäude verkauft. Die Nebenvilla, in der einst Huldschinskys Kinder lebten, wird saniert. Später verkaufte er auch die Villa in der Mathäikirchstraße und bezog ein Haus in der Rüsternallee 4–6.

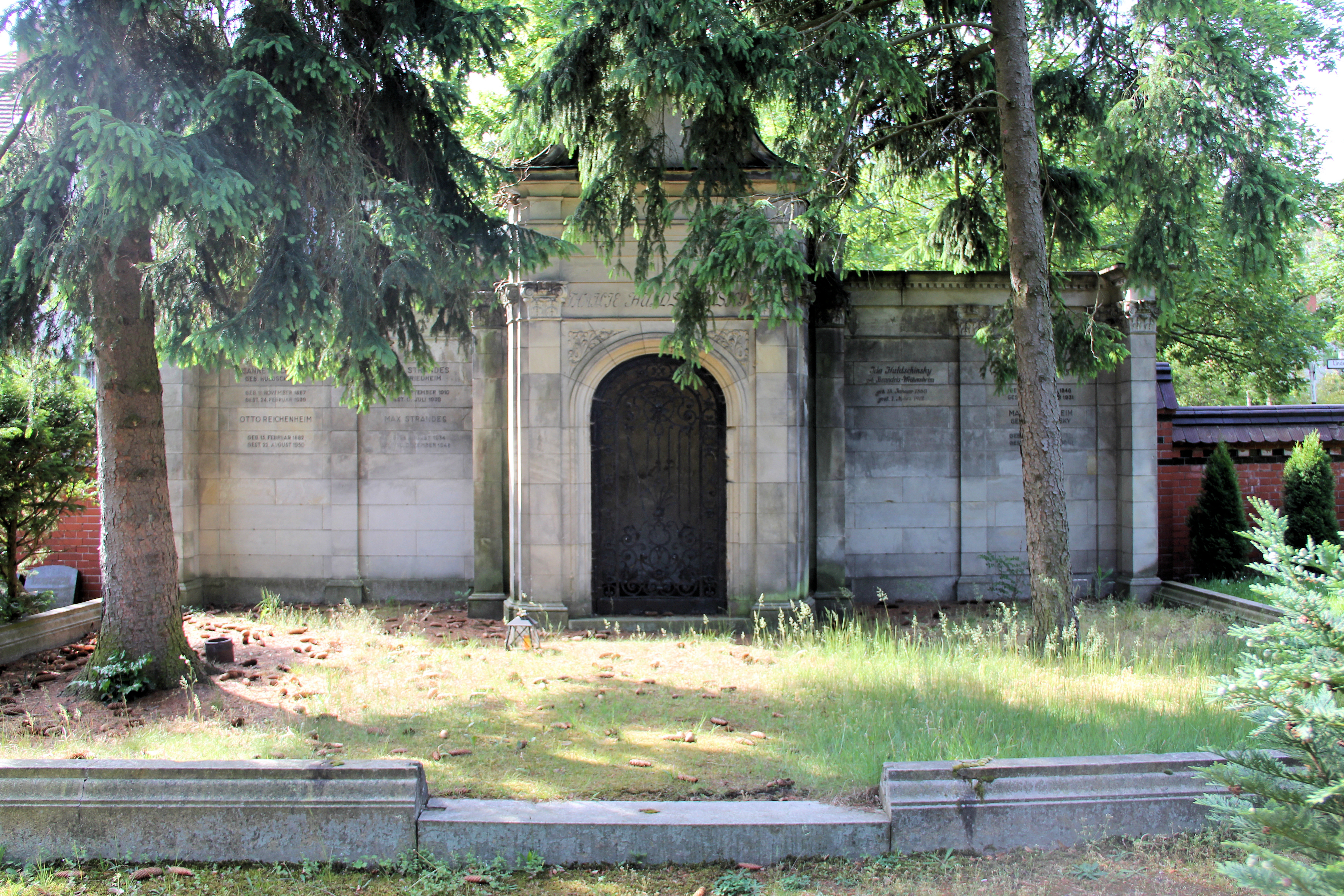
Familiengruft Huldschinsky auf dem Friedhof Wannsee in Berlin-Zehlendorf

Oscar Huldschinsky wurde als Jude auf dem Neuen Friedhof in Wannsee bestattet. Sein Grab in einer Familiengruft von Otto Stahn ist erhalten geblieben. Noch zu Lebzeiten hatte er den Antrag gestellt, dass auf diesem Friedhof auch Juden beerdigt werden durften. Sein Sohn Paul ließ sich später in den USA nach katholischem Ritus bestatten.